# 富山市立杉原小学校
富山市立杉原小学校（とやましりつ すぎはらしょうがっこう）は富山県富山市にある公立小学校。

## 概要
1997年竣工の現在の校舎は鉄筋コンクリート造3階建て延床面積5,382m2で、瓦葺の切妻屋根をあしらい、ベージュ色の明るい外観にして周囲の景観と調和を図っている。

## 沿革
- 1911年3月 - 黒田尋常高等小学校[3]、城生尋常小学校[4]の2校が統合し、杉原村大字黒田村3636番地に杉原尋常高等小学校が創設される[5]。
- 1912年3月 - 校舎新築。その後も1913年および1926年に校舎を増築[5]。
- 1941年4月 - 杉沢国民学校と改称[5]。
- 1947年4月 - 杉原小学校と改称[5]。
- 1952年
  - 6月 - 校舎新築第1期工事着工[6]。
  - 8月25日 - 上棟式[6]。
  - 11月22日 - 校舎430坪[5]を新築し、落成式を挙行[7]。
- 1966年9月 - 体育館および音楽室を増改築[5]。
- 1970年 - 水泳プール竣工[8]。
- 1972年 - 特別教室竣工[8]。
- 1983年3月24日 - 1981年度からの2ヶ年継続事業として建設された鉄筋コンクリート造3階建て総面積1,277m2の校舎が完成[9]。
- 1997年5月27日 - 1997年3月から順次建て替え工事を進めてきた鉄筋コンクリート3階建て校舎の完成式[2]。
- 1999年12月20日 - 体育館（鉄筋コンクリート造1,581m2）、プール（25m6コースと低学年用の小プール）の完成式[10]。

## 通学区域
八尾町黒田、八尾町井田、八尾町上井田、八尾町下井田新、八尾町寺家、八尾町杉田、八尾町大杉、八尾町滅鬼、八尾町薄島、八尾町野飼、八尾町西神通、八尾町中神通、八尾町城生、八尾町井栗谷、八尾町深谷、八尾町丸山

## 進学先
- 富山市立杉原中学校　令和4(2022)年3月31日八尾中学校と統合し、新・八尾中学校となる。

## 周辺
- 富山県道342号中神通井田線